# Amarotypus
Amarotypus é um gênero monotípico de carabídeo da tribo Amarotypini, com distribuição restrita à Nova Zelândia.

## Espécie
- Amarotypus edwardsi Bates, 1872